# Protokol I
Protokol I, plným názvem Dodatkový protokol I k Ženevským úmluvám 1949 o ochraně obětí mezinárodních ozbrojených konfliktů je dodatkový protokol z roku 1977 doplňující Ženevské úmluvy. Znovu potvrzuje mezinárodní zákony Ženevských úmluv a připojuje upřesnění a nová ustanovení vyhovující vývoji ozbrojených konfliktů po druhé světové válce. K 19. červen 2025 byl ratifikován 175 státy, bez USA, Izraele, Íránu, Pákistánu a Turecka.
Spojené státy, Írán a Pákistán však podepsaly protokol 12. prosince 1977 s úmyslem jej ratifikovat. Podle zprávy mezinárodní komise Červeného kříže z roku 1997 jsou články obou protokolů zvyklostmi mezinárodního zvykového práva bez a tedy platné bez ohledu na jejich ratifikaci.

## Shrnutí
Protokol I je rozsáhlý dokument, který obsahuje 102 článků. Zde je základní přehled protokolu. For a comprehensive listing of all provisions, consult the original text and the commentary.
Obecně protokol potvrzuje ustanovení původních Ženevských úmluv. Protokol dále doplňuje:
- Články 51 a 54 zakazuji nerozlišující útoky na civilní obyvatelstvo, ničení potravin, vody a dalších prostředků nutných k přežití. Nerozlišující útoky zahrnují přímé útoky na civilní (nevojenské) cíle a použití biologických, jaderných zbraní a min jejichž účinek nelze omezit.[5] Totální válka která nerozlišuje mezi civilními a vojenskými cíle je považována za válečný zločin.
- Články 53 a 56 zakazují útoky na přehrady, hráze, jaderné elektrárny a místa konání bohoslužeb.
- Články 15, 76 a 76 zajišťují zvláštní ochranu ženám, dětem a civilnímu zdravotnickému personálu a novinářům.
- Článek 77 zakazuje odvod dětí pod 15 let do ozbrojených sil. Povoluje však osobám mladším 15 let sloužit dobrovolně.[5]
- Články 43 a 44 upřesňují vojenský status členů partyzánských jednotek. Status kombatanta a válečného zajatce je přiznán členům partyzánských jednotek pod velením ústředního velení. Tito kombatanti nesmějí skrýt svou příslušnost a musí být rozpoznatelní jako kombatanti při přípravě nebo během útoku.
- Článek 35 zakazuje zbraně způsobující nadbytečná zranění nebo nepotřebné utrpení a také zakazuje prostředky způsobující rozsáhlé a dlouhotrvající značné poškození přirozeného prostředí.
- Článek 85 zakazuje proradné použití ochranných symbolů uznaných Ženevskými úmluvami.
- Články 17 a 81 pověřují mezinárodní komisi Červeného kříže a jiné humanitární organizace k pomoci obětem války.